# Callopistria nivetacta
Callopistria nivetacta là một loài bướm đêm trong họ Noctuidae.